# Antoine Marc Pelone
Antoine-Marc Pelone est un compositeur et maître de musique, actif au milieu du XVIIe siècle.

## Biographie
On sait seulement, par le titre de la messe qu’il a publiée en 1658, qu’il a été maître de la musique du duc d’Épernon (qui à cette époque était Bernard de Nogaret de La Valette d'Épernon).
Cet emploi est confirmé dans le testament du 18 juillet 1661 de ce noble : celui-ci prévoit 
- A Petrons[3], maître de sa musique, mil livres une fois payés.
- A chacun des musiciens cent cinquante livres une fois payés.
- A chacun des deux trompettes, six cent livres une fois payés.

## Œuvres
On ne possède de lui qu’une messe publiée par Robert III Ballard en 1658, toujours pas retrouvée mais dont le titre a été intégralement transcrit par Sébastien de Brossard :
- Missa quinque vocum ad imit. moduli Virgo maria, Regina pacis authore A. Marco Peloné. Praefecto musicae. S.P. Ducis d'Espernon. Paris, ex off. Roberti Ballard &.a 1658.

Guillo 2003 n° 1658-O.
Elle est aussi mentionnée dans divers catalogues de la maison Ballard, entre autres sources.